# Modřany
Modřany (en allemand : Moderschan) est un quartier pragois situé dans le sud-ouest de la capitale tchèque, appartenant à l'arrondissement de Prague 12, d'une superficie de 769,2 hectares est un quartier de Prague. En 2018, la population était de 33 644 habitants.
La ville est devenue une partie de Prague en 1974.

## Points d'intérêt
- Lycée autrichien de Prague